# كأس الأمم الإفريقية 1976
كأس الأمم الإفريقية 1976 (بالإنجليزية: 1976 Africa Cup of Nations) كانت النسخة العاشرة من بطولات كأس الأمم الإفريقية للمنتخبات الوطنية عن فئة الرجال، المقامة تحت رعاية الاتحاد الإفريقي لكرة القدم، أقيمت كأس الأمم الأفريقية لكرة القدم 1976 في أثيوبيا، وقد شارك في البطولة 8 فرق، وقد قسمت الفرق إلى مجموعتين، يتأهل أول وثاني كل مجموعة إلى الدور النهائي الذي يلعب على شكل مجموعة، فاز المغرب بأول بطولة له بتصدره المجموعة النهائية، وحصلت غينيا على المركز الثاني.

## الفرق المشاركة
- غينيا
- مصر
- إثيوبيا
- أوغندا
- المغرب
- نيجيريا
- السودان
- زائير

## الملاعب
| أديس أبابا      | أديس أبابا دير داوا | دير داوا      |
| ملعب أديس أبابا | أديس أبابا دير داوا | ملعب دير داوا |
| السعة: 30,000   | أديس أبابا دير داوا | السعة: 18,000 |
|                 | أديس أبابا دير داوا |               |

## الدور الأول

### المجموعة الأولى
| المنتخب | لعب | فاز | تعادل | خسر | له | عليه | -\+ | النقاط |
| ------- | --- | --- | ----- | --- | -- | ---- | --- | ------ |
| غينيا   | 3   | 2   | 1     | 0   | 5  | 3    | 2+  | 5      |
| مصر     | 3   | 1   | 2     | 0   | 4  | 3    | 1+  | 4      |
| إثيوبيا | 3   | 1   | 1     | 1   | 4  | 3    | 1+  | 3      |
| أوغندا  | 3   | 0   | 0     | 3   | 2  | 6    | 4–  | 0      |

| إثيوبيا                | 2–0 | أوغندا |
| ---------------------- | --- | ------ |
| شيفيراحو 2' · سيوم 83' |     |        |

| مصر      | 1–1 | غينيا             |
| -------- | --- | ----------------- |
| بصري 43' |     | سيلا ‏ 44' (ركلة.) |

| مصر                 | 2–1 | أوغندا    |
| ------------------- | --- | --------- |
| عبده 26' · بصري 32' |     | أوبوا 21' |

| إثيوبيا      | 1–2 | غينيا                       |
| ------------ | --- | --------------------------- |
| شيفيراحو 40' |     | نجو ليا 15' · بيتي سوري 85' |

| غينيا                 | 2–1 | أوغندا    |
| --------------------- | --- | --------- |
| نجو ليا 2' · سيلا 20' |     | موغوا 85' |

| إثيوبيا | 1–1 | مصر       |
| ------- | --- | --------- |
| علي 46' |     | شحاتة 26' |

### المجموعة الثانية
| المنتخب | لعب | فاز | تعادل | خسر | له | عليه | -\+ | النقاط |
| ------- | --- | --- | ----- | --- | -- | ---- | --- | ------ |
| المغرب  | 3   | 2   | 1     | 0   | 6  | 3    | 3+  | 5      |
| نيجيريا | 3   | 2   | 0     | 1   | 6  | 5    | 1+  | 4      |
| السودان | 3   | 0   | 2     | 1   | 3  | 4    | 1-  | 2      |
| زائير   | 3   | 0   | 1     | 2   | 3  | 6    | 3–  | 1      |

| نيجيريا                                           | 4–2 | زائير                   |
| ------------------------------------------------- | --- | ----------------------- |
| محمد 28'، 44' · أوجيبودي 37' (ركلة.) · أوسيان 90' |     | كاباسو 51' · إيكوفا 58' |

| المغرب                | 2–2 | السودان                |
| --------------------- | --- | ---------------------- |
| شريف 1' · أبو علي 58' |     | قاقرين 9'، 79' (ركلة.) |

| نيجيريا   | 1–0 | السودان |
| --------- | --- | ------- |
| أوسيان 8' |     |         |

| المغرب       | 1–0 | زائير |
| ------------ | --- | ----- |
| الزهراوي 80' |     |       |

| المغرب                         | 3–1 | نيجيريا      |
| ------------------------------ | --- | ------------ |
| فرس 8' · تازي 19' · الشباك 81' |     | أوجيبودي 81' |

| زائير       | 1–1 | السودان    |
| ----------- | --- | ---------- |
| مولامبا 41' |     | قاقرين 14' |

## الدور النهائي
| المنتخب | لعب | فاز | تعادل | خسر | له | عليه | -\+ | النقاط |
| ------- | --- | --- | ----- | --- | -- | ---- | --- | ------ |
| المغرب  | 3   | 2   | 1     | 0   | 5  | 3    | 2+  | 5      |
| غينيا   | 3   | 1   | 2     | 0   | 6  | 4    | 2+  | 4      |
| نيجيريا | 3   | 1   | 1     | 1   | 5  | 5    | 0   | 3      |
| مصر     | 3   | 0   | 0     | 3   | 5  | 9    | 4–  | 0      |

| غينيا      | 1–1 | نيجيريا   |
| ---------- | --- | --------- |
| كامارا 88' |     | لاوال 55' |

| المغرب                 | 2–1 | مصر          |
| ---------------------- | --- | ------------ |
| فرس 23' · الزهراوي 88' |     | أبو رحاب 34' |

| المغرب               | 2–1 | نيجيريا  |
| -------------------- | --- | -------- |
| فرس 82' · الجزار 87' |     | محمد 57' |

| غينيا                                           | 4–2 | مصر                    |
| ----------------------------------------------- | --- | ---------------------- |
| نجو ليا 24'، 65' · سلطان 53' (ه.ذ.) · سيلا ‏ 62' |     | عبده 33' · السياقي 86' |

| نيجيريا                       | 3–2 | مصر                  |
| ----------------------------- | --- | -------------------- |
| إيليريكا 35'، 62' · لاوال 82' |     | الخطيب 7' · خليل 86' |

| غينيا      | 1–1   | المغرب   |
| ---------- | ----- | -------- |
| سليمان 33' | تقرير | بابا 86' |

| بطل كأس الأمم الأفريقية لكرة القدم 1976 |
| --------------------------------------- |
| · المغرب · للمرة الأولى                 |

## الهدافون
4 أهداف
- مامادو أليو كيتا

3 أهداف
- أحمد فرس
- بابا أوتو محمد
- علي قاقرين

هدفين
- مصطفى عبده
- طه بصري
- سليمان شيفراحو
- عبد العالي الزهراوي
- هارونا إليريكا
- موداشيرو لاوال
- سام أوجيبودي
- طومسون أوسيان
- بنغالي سيلا

هدف
- أحمد أبو رحاب
- حسن شحاتة
- محمود الخطيب
- محمد السياقي
- أسامة خليل
- محمد علي
- تسفاي سيوم
- بابا كامارا
- شريف سليمان
- بيتي سوري
- مورسير سيلا
- أحمد أبو علي
- مصطفى فتوي
- رضوان الجزار
- العربي الشباك
- أحمد مكروح
- عبد الله تازي
- دينيس أوبوا  [لغات أخرى]‏
- جيمي موجوا
- كاباسو بابو
- مبونغو إيكوفا
- مولامبا نداي

هدف عكسي
- غانم سلطان (ضد غينيا)

## فريق الكاف للبطولة
حارس المرمى
- حميد الهزاز

المدافعون
- مصطفى فتوي
- مصطفى يونس
- شريف سليمان
- جبريل ديارا

لاعبو الوسط
- تولدي
- فاروق جعفر
- هارونا إليريكا
- كونلي أوسو

المهاجمون
- بارتي سوري
- أحمد فرس

## روابط خارجية
- Guinea vs Morocco Final 11v11.com
- Details at RSSSF
- Details at www.angelfire.com
- footballmundial.tripod.com